# Электрик-бугалу
Электрик Boogaloo(бугалу) — один из фанковых стилей, родственных поппингу.
Стиль создан в 1977 году танцевальной группой "Electric Boogaloos".
Группа популяризовала поппинг и связанные с ним стили. Согласно рекламе группы, стиль танца Электрик Boogaloo комбинирует Boogaloo с поппингом. Boogaloo, созданный Сэмом Соломоном в 1975, не следует путать с одноименным латино-американским танцем, который исполняется в полностью отличном стиле. Сэмовский Boogaloo был ориентирован на технику ног,  танцующих под музыку фанк, с использованием роллов бедер, коленей и головы, которая позже была объединена с техникой поппинга, чтобы создать более универсальный стиль электрик Boogaloo.
Изначально Boogaloo был жанром (подстилем) латины. В начале 1960-х Boogaloo — это импровизация бедер и шагов, появился в Нью-Йорке, среди кубинских и пуэрто-риканских подростков в районах испанских трущоб в Гарлеме ( Нью-Йорк Сити). Стиль стал смешением африканско-американского Ритм-н-блюза, некоторых движений рок-н-ролла (отсюда и пошло название характерного кругового движения ногами — ролл), соула, мамбо и так называемого сон монтуно (son montuno) — импровизированных движений тела с частыми вдохами и выдохами. Ранее Boogaloo танцевалось с базовой последовательностью 12 шагов (twelve steps), поочередно сменяющих друг друга и повторяющихся через определенные промежутки времени, которая была позже ускорена в последовательность с тридцатью шагами.
Постепенно Boogaloo или Буг Стайл начинают танцевать на улицах, и понемногу стиль переходит из гетто на центральные улицы больших городов Восточного Побережья США. Появляются танцоры, исполняющие уже не просто вариации на латинские темы, а непосредственно этот стиль, первые креативщики.
Boogaloo считается очень понятным на первоначальном этапе обучения. Его также называют «Loose to break», что означает «готовый вырваться на свободу». Очень важно, что такая характеристика прямым образом влияет на стиль исполнения танца. Boogaloo — это с одной стороны спокойный и размеренный танец, а с другой — в манере исполнения должна чувствоваться скрытая сила и желание вырваться за пределы движений. Танцор Boogaloo всегда должен оставлять какое-то ощущение незавершенности от своего танца, недосказанности.
Танцевали Boogaloo под фанк, с умеренным ритмом, не слишком динамичным, но обязательно с непредсказуемой мелодией. Ритм, как правило, был двухбитовый (сильный удар — on beat и слабый — off beat).
Boogaloo считается так называемым «текучим» стилем. В идеале танцор должен создавать иллюзию абсолютно неразрывного «текучего» перехода от одной части тела к другой. При том очень важно задействовать все части тела.
Изначально walkouts, «выходы» делались на сцене (и вообще в пространстве) четко по 4 углам! Этот прием до сих пор часто применяется и считается необходимым знанием базы — «классики Boogaloo». Сейчас количество сделанных углов не играет роли. Их может быть сколько угодно, они могут не повторяться. Нужно использовать «обратные углы», то есть зеркальное отражение в противоположную сторону только что сделанного угла или выхода (обратные walkouts).
Важнейшими движениями считаются:
- Rolls of the hips (круговые движения бедрами) (перевод с англ.);
- Rolls of the knees (круговые движения коленями) (перевод с англ.);
- Walkouts (выходы) (перевод с англ.).

Отличительным признаком Boogaloo является то, что это очень «широкий танец». Танцевать надо стараться масштабно, занимая как можно больше места и не ограничивая себя нахождением на одной точке. Чтобы танцевать Boogaloo — надо двигаться, постоянно перемещаться с места на места в пространстве. Создавать как бы «эффект растягивания» пространства, путём иллюзии «растягивания своего тела» (чаще всего, либо нижняя часть тела немного отстает от верхней, либо наоборот).
В Boogaloo нет никаких других подстилей, он ни на что не делится и никак не классифицируется. Единственное, о чём можно говорить, это о неофициальном разделении Бугалу на Западную и Восточную манеру исполнения (речь идет о противоположных побережьях США).
Так называемые tricks (фишки) — это разные замысловатые и порой кажущиеся странными движения ногами, иногда совсем нелогичные с точки зрения танца. В этом и есть прелесть. По мнению Boogaloo Сэма — настоящая фишка только тогда фишка, когда она полностью сымпровизирована и сделана неожиданно даже для самого танцора.